# Triệu Phong
Triệu Phong là một huyện ven biển thuộc tỉnh Quảng Trị, Việt Nam.

## Địa lý

### Vị trí địa lý
Huyện nằm về phía Đông Nam của tỉnh và trãi ngang như một tấm khăn chùng từ nơi giáp giới với hai huyện Cam Lộ, huyện Đakrông ra đến biển đông; chiều dài trên đất liền tư Tây sang Đông hơn 30 km, chiều rộng ở vùng đồng bằng từ 10 đến 13 km.
- Phía bắc giáp huyện Gio Linh với ranh giới tự nhiên là sông Thạch Hãn
- Phía nam giáp thị xã Quảng Trị
- Phía tây giáp huyện Cam Lộ
- Phía tây bắc giáp thành phố Đông Hà
- Phía tây nam giáp huyện Đakrông
- Phía đông nam giáp huyện Hải Lăng
- Phía đông giáp với Biển Đông

Huyện Triệu Phong nằm về phía đông nam của tỉnh và trải ngang như một tấm khăn chùng từ nơi giáp giới với hai huyện Cam Lộ và Đakrông ra đến Biển Đông; chiều dài trên đất liền từ tây sang Đông hơn 30 km, chiều rộng ở vùng đồng bằng từ 10 đến 13 km. Diện tích tự nhiên của huyện là 354,92 km², dân số của huyện tính đến tháng 4/2009 là 108.657 người.
Thị trấn Ái Tử là trung tâm kinh tế - văn hoá xã hội của huyện cách thành phố Đông Hà 7 km về phía nam và thị xã Quảng Trị 6 km về phía bắc.
Triệu Phong là một huyện chủ yếu gồm đồng bằng ven biển với một ít gò đồi thấp thuộc các xã Triệu Thượng và Triệu Ái ở phía tây, địa hình phía đông huyện là cồn cát, đụn cát trắng. Đoạn cuối của sông Thạch Hãn chảy ra cửa biển Cửa Việt nằm trên địa bàn.

### Điều kiện tự nhiên

#### Địa hình
Địa hình huyện Triệu Phong nghiêng từ Tây sang Đông, được chia 3 vùng rõ rệt: gò đồi, đồng bằng và vùng cát ven biển:
- Vùng gò đồi chiếm 51,08% diện tích đất tự nhiên của huyện gồm các xã Triệu Thượng, Triệu Ái và một phần của xã Triệu Giang. Đây là nơi phát triển các loại cây công nghiệp, cây lấy gỗ kết hợp trồng cây hoa màu, cây lương thực và phát triển kinh tế trang trại.
- Vùng đồng bằng rộng từ 7 đến 8 km với diện tích chiếm 38,39% diện tích đất tự nhiên gồm các xã: Triệu Thành, Triệu Long, Triệu Đông, Triệu Hòa, Triệu Đại, Triệu Độ, Triệu Thuận, Triệu Phước, Triệu Trạch, Triệu Sơn, Triệu Trung, Triệu Tài, một phần của xã Triệu Giang và thị trấn Ái Tử.
- Phía Đông huyện là một dãi cát dài chạy theo bờ biển suốt từ Bắc chí Nam dài trên 15 km, rộng từ 4 đến 4,5 km với diện tích chiếm 10,53% đất tự nhiên của huyện gồm các xã Triệu Lăng, Triệu Vân, Triệu An. Đây là một phần của dãi tiểu Trường Sa. Có bờ biển dài 18 km. Ngư trường đánh bắt tập trung nhiều loài hải sản có giá trị kinh tế cao như mực, ghẹ, tôm, các loài cá phục vụ xuất khẩu.[3]

#### Khí hậu
Huyện Triệu Phong nằm trong vùng khí hậu nhiệt đới gió mùa được phân thành 2 mùa: Mùa mưa rét và mùa khô nóng.
Nhiệt độ trung bình hàng năm khoảng 23 đến 25 °C, nhưng lại có biên độ dao động khá lớn (tháng cao nhất 35–39 °C, tháng thấp nhất 12–13 °C)
Lượng mưa trung bình hàng năm là 2.500–2.700mm, cao hơn mức trung bình của cả nước và phân bố không đều, tập trung chủ yếu là từ tháng 9 đến tháng 12 nên thường dễ gây hạn hán và lũ lụt.
Chất đất vùng đồng bằng phì nhiêu, rất tiện lợi cho việc canh tác và đưa các loài cây trồng mới có năng suất chất lượng cao vào sản xuất; hứa hẹn một cuộc sống bình yên, no ấm; xóm làng xanh tươi, trù phú.

## Hành chính
Huyện Triệu Phong có 16 đơn vị hành chính cấp xã trực thuộc, bao gồm thị trấn Ái Tử (huyện lỵ) và 15 xã: Triệu Ái, Triệu Sơn, Triệu Lăng, Triệu Đại, Triệu Độ, Triệu Giang, Triệu Hòa, Triệu Long, Triệu Phước, Triệu Tài, Triệu Vân, Triệu An, Triệu Thuận, Triệu Thượng, Triệu Trạch, Triệu Trung.

## Lịch sử
Mảnh đất Triệu Phong chính thức thuộc về bản đồ nước Đại Việt từ năm 1306, lúc hai châu Ô – Rí được vua Champa là Chế Mân làm sính lễ cưới Công chúa Huyền Trân - con gái vua Trần Nhân Tông. Từ năm đó về trước, sử cổ chỉ cho biết mảnh đất này là một phần của Bộ Việt Thường – một trong 15 Bộ của nước Văn Lang đời các Vua Hùng. Sau năm 207 (trước Công nguyên) là một phần của huyện Tỳ Cành, quận Nhật Nam thời Bắc thuộc. Giữa thế kỷ IV lúc vua Champa là Phạm Văn đánh đuổi quân Hán ra khỏi Đèo Ngang, trở thành một phần đất của châu Ô, thuộc Vương quốc Champa.
Sau khi tiếp quản, nhà Trần cho di dân từ phía Bắc vào, mở đầu quá trình hình thành làng xã và thành lập đơn vị hành chính. Quá trình di dân diễn ra trong 3 đợt chính:
- Đợt thứ nhất từ năm 1307: Trong đợt di dân này, số dân và số làng chưa nhiều. Theo sách Minh chí của Trung Hoa, đến giữa thập niên 1410 (tức hơn một thế kỷ sau) cả 2 châu Thuận và Hoá mới chỉ có 79 làng với 1.470 nhà và 5.662 nhân khẩu.
- Đợt thứ hai vào những năm đầu thời Lê Thánh Tông, là một đợt khá lớn. Theo sách Thiên Nam dư hạ tập viết năm 1483 thì riêng huyện Võ Xương đã có đến 53 làng. Năm 1553, sách Ô châu cận lục của Dương Văn An ghi số làng 59. Lúc này các làng ở vùng đồng bằng đã khá nhiều, vùng trung du ít hơn, và dọc bãi cát chỉ có người ở, chưa hình thành làng xã.
- Đợt thứ ba bắt đầu từ khi Nguyễn Hoàng vào trấn thủ Thuận Hoá (1558) trở đi. Đây là đợt di dân lớn nhất. Hai thế kỷ sau, năm 1776, sách Phủ Biên tạp lục đã cho biết huyện Đăng Xương gồm có 5 tổng, 107 xã, 29 phường, 7 giáp (huyện Đăng Xương lúc đó còn bao gồm cả tổng An Phúc, huyện Hải Lăng và tổng An Lạc của huyện Cam Lộ, còn tổng Hoa La và tổng An Dã thuộc huyện Hải Lăng).

Từ đây, việc di dân, lập làng chỉ còn diễn ra trong phạm vi nội bộ tỉnh và huyện (số làng sau cách mạng tháng 8/1945 chỉ nhiều hơn số làng của năm 1776 là 23, trong đó tăng nhiều nhất là ở vùng trung du, miền núi (tổng An Đôn).
Song song với quá trình di dân, lập làng đã diễn ra quá trình hình thành đơn vị hành chính.
Năm 1307, nhà Trần đổi tên châu Ô thành châu Thuận, đặt lỵ sở tại vùng Vệ Nghĩa (xã Triệu Long bây giờ). Về hành chính, nhà Trần chia châu Thuận thành 4 huyện. Đất Triệu Phong hiện giờ là huyện Hoa Lãng (nghĩa là đẹp và rộng thoáng).
Năm 1469, vua Lê Thánh Tông định lại bản đồ đất nước, đổi tên Hoa Lãng thành Võ Xương thuộc phủ Triệu Phong (Phủ Triệu Phong lúc này gồm 6 huyện từ Cửa Việt vào Điện Bàn (Quảng Nam).
Năm 1604, Nguyễn Hoàng đổi thành huyện Đăng Xương, song phần đất của huyện Đăng Xương thời ấy khác với bây giờ.
Năm 1801, đặt dinh Quảng Trị, phủ Triệu Phong thuộc dinh, lãnh 3 huyện Đăng Xương, Hải Lăng, Minh Linh.
Năm 1830, đặt chức tri phủ kiêm luôn huyện Minh Lương, 2 huyện Đăng Xương, Hải Lăng chỉ thống hạt.
Năm 1836, phủ chuyển vào kiêm thay luôn Đăng Xương thống hạt 3 huyện (Minh Lương chia thành Minh Linh và Địa Linh). Đời Duy Tân, phủ chỉ là một huyện lớn không còn thống hạt). Tình trạng đó tồn tại mãi đến đời Minh Mạng, Tự Đức và Khải Định mới dần dần điều chỉnh lại thành mảnh đất như hiện nay. Quá trình điều chỉnh địa phận như sau:
- Năm 1836, cắt tổng An Lạc về huyện Địa Linh (Gio Linh). Cắt tổng An Nhơn và 3 thôn Phương Long, Phú Hải, Thuận Đầu (thuộc tổng An Lưu) về huyện Hải Lăng. Cắt tổng An Dã và 2 làng Tam Hữu, Anh Hoa (Anh Kiệt thuộc tổng An Thái và phần lớn tổng Hoa La trừ các làng Thạch Hãn, Tý Lễ (Quy Thiện, Long Hưng, Tích Tường, Như Lệ nhập về huyện Đăng Xương).
- Năm 1842, cắt 4 thôn Phường Thiết, Tràng Thượng, Hoà Đức, Nội Đức của tổng An Đôn nhập về huyện Thành Hoá (nay là Cam Lộ).
- Năm 1844, do trùng với tên huý nhà Vua nên đổi Đăng Xương thành Thuận Xương.
- Năm 1867, cắt các làng Đông Lai, Thượng Nghĩa, Đông Hà, Tây Trì thuộc tổng An Đôn về huyện Thành Hoá, đồng thời các làng Hà Xá, Trung Chỉ, Điếu Ngao, Lộc Yên từ Thành Hoá về huyện Đăng Xương.
- Khoảng 1918-1919, đời Khải Định, qua cải cách hành chính, phủ chỉ là huyện lớn không kiêm lý huyện và Thuận Xương trở thành phủ, lấy tên là phủ Triệu Phong, gồm 5 tổng (An Đôn, Bích La, An Dã, An Cư và An Lưu).
- Năm 1920, chuyển các thôn Duy Phiên, Thanh Xuân, Xuân Thành từ huyện Gio Linh về phủ Triệu Phong.

Sau Cách mạng tháng 8 năm 1945, chính quyền cách mạng bỏ đơn vị tổng lập thành xã gồm một số làng.
Tháng 10 năm 1946, toàn huyện có 14 xã), bỏ đơn vị phủ thành huyện.
Năm 1950, thực hiện chủ trương của tỉnh từ 14 xã đã hợp nhất thành 10 xã lớn.
Năm 1956, Việt Nam Cộng hòa chia Triệu Phong thành 18 xã thuộc 3 quận hành chính riêng biệt là Triệu Phong, Đông Hà và Ba Lòng.

### Từ năm 1976 đến nay
Năm 1977, huyện Triệu Phong hợp nhất với Hải Lăng thành huyện Triệu Hải.
Ngày 11 tháng 5 năm 1981, thành lập thị trấn Quảng Trị.
Ngày 11 tháng 9 năm 1981, chuyển hai xã Triệu Lương và Triệu Lễ về thị xã Đông Hà quản lý (nay là hai phường Đông Lương và Đông Lễ thuộc thành phố Đông Hà).
Ngày 17 tháng 9 năm 1981, theo đó:
- Chia xã Ba Lòng thành hai xã lấy tên là xã Ba Lòng và xã Triệu Nguyên
- Chia xã Triệu Vân thành hai xã lấy tên là xã Triệu Vân và xã Triệu An.

Từ năm 1989, tách thị trấn Quảng Trị ra để thành lập thị xã Quảng Trị.
Năm 1990, huyện Triệu Hải được tách thành hai huyện Triệu Phong, Hải Lăng và thị xã Quảng Trị, huyện Triệu Phong gồm 21 xã: Ba Lòng, Hải Phúc, Triệu Ái, Triệu An, Triệu Đại, Triệu Độ, Triệu Đông, Triệu Giang, Triệu Hòa, Triệu Lăng, Triệu Long, Triệu Nguyên, Triệu Phước, Triệu Sơn, Triệu Tài, Triệu Thành, Triệu Thuận, Triệu Thượng, Triệu Trạch, Triệu Trung, Triệu Vân.
Ngày 1 tháng 8 năm 1994, thành lập thị trấn Ái Tử từ phần đất của xã Triệu Ái.
Đến năm 1997, cắt 3 xã Ba Lòng, Triệu Nguyên, Hải Phúc về huyện Đakrông, huyện Triệu Phong còn lại 18 xã và 1 thị trấn.
Ngày 1 tháng 1 năm 2020, sáp nhập xã Triệu Đông vào xã Triệu Thành.
Ngày 1 tháng 1 năm 2025, sáp nhập xã Triệu Sơn và Triệu Lăng thành xã Triệu Cơ; sáp nhập xã Triệu An và xã Triệu Vân thành xã Triệu Tân..
Huyện Triệu Phong có 1 thị trấn và 15 xã như hiện nay.

## Giao thông
- Đường bộ có Quốc lộ 1 chạy qua
- Đường Quốc lộ 49C có điểm đầu tại Cầu Cửa Việt (huyện Gio Linh) và điểm cuối tại ranh giới xã Triệu Trung và huyện Hải Lăng
- Đường sắt Thống Nhất Bắc-Nam chạy dọc theo Quốc lộ 1
- Đường thủy có sông Thạch Hãn với cảng Cửa Việt
- Đây cũng là địa phương có tuyến Đường cao tốc Cam Lộ – La Sơn đi qua.

Triệu Phong có Quốc lộ 1 và đường sắt xuyên Việt đi qua.
Ngoài các tuyến đường quan trọng nói trên, Triệu Phong có 5 tỉnh lộ, đó là:
- Tỉnh lộ 6 từ thị trấn Ái Tử đi Thượng Phước lên đến Cùa (Cam Lộ).
- Tỉnh lộ 578b là tuyến đường được nâng cấp từ một phần đường huyện ĐH 40 và đường vào Cầu Đại Lộ: Điểm đầu tại Cầu Đại Lộc, điểm cuối giao QL49C tại km8+500.
- Tỉnh lộ 579: Dài 6 km từ thị trấn Ái Tử đến xã Triệu Ái.

Từ các tỉnh lộ, nhiều tuyến đường huyết mạch nối huyện đã được đầu tư nâng cấp như:
- Đường Ba Bến – Triệu Cơ
- Đường Triệu Tài – thị trấn Ái Tử
- Đường Đại – Độ - Thuận – Phước
- Đường Chợ Cạn – Bồ Bản
- Đường Cửa Việt – Mỹ Thủy.

Trên địa bàn huyện có con sông lớn chảy qua là sông Thạch Hãn, có con sông đào Vĩnh Định và hai con sông khác là sông Vĩnh Phước và sông Ái Tử.

## Danh nhân
- Nguyễn Văn Tường: Quan Đại thần phụ chính Nhà Nguyễn, một trong những nhân vật trọng yếu của phong trào Cần Vương
- Lê Trinh: Thượng thư bộ lễ và bộ công của triều vua nhà Nguyễn
- Nguyễn Hữu Thận:  Nhà toán học và nhà thiên văn học, đại thần trải hai triều: nhà Tây Sơn và nhà Nguyễn trong lịch sử Việt Nam.
- Lê Duẩn: Tổng Bí thư Đảng Cộng sản Việt Nam
- Đoàn Khuê: Đại tướng Quân đội Nhân dân Việt Nam, Bộ trưởng Bộ Quốc phòng
- Đoàn Chương - Trung tướng Quân đội Nhân dân Việt Nam.Nguyên Viện trưởng Viện Chiến lược quân sự
- Lê Chưởng - Thiếu tướng Quân đội Nhân dân Việt Nam, Bí thư Xứ ủy Trung kỳ, Thứ trưởng Bộ Giáo dục, Chính ủy kiêm phó Bí thư Quân khu Trị Thiên, Thường vụ kiêm Chính ủy Liên khu IV
- Đặng Thí - Ủy viên Ban Chấp hành Trung ương Đảng, Bộ trưởng Chủ nhiệm Văn phòng Hội đồng Bộ trưởng
- Trần Quỳnh: Phó thủ tướng chính phủ
- Trần Hữu Dực: Phó thủ tướng chính phủ
- Hồ Ngọc Đại: Tiến sĩ đầu ngành tâm lí giáo dục.
- Duy Khánh: Ca sĩ, nhạc sĩ
- Hoàng Thi Thơ: Nhạc sĩ
- Hoàng Phủ Ngọc Tường: Nhà văn
- Lê Cung Bắc: đạo diễn
- Thúy Nga: diễn viên hài